# Amir H. Hoveyda

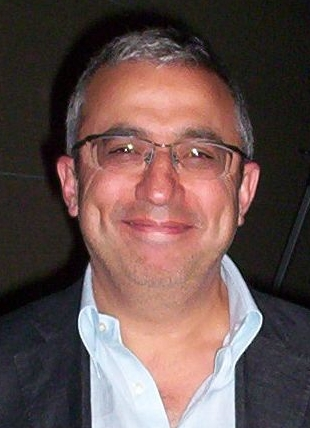
Amir Hoveyda auf der Konferenz der ACS in Boston 2007

Amir Hossein Hoveyda (* 5. April 1959) ist ein Professor für Chemie am Boston College in den USA. Hoveyda wurde im Jahr 1986 an der Yale University zum Ph. D. promoviert und absolvierte danach einen Postdoc-Aufenthalt an der Harvard-University. Von 1994 bis 1996 war er Sloan Research Fellow.
Arbeiten von ihm waren seine Untersuchungen zur asymmetrischen Katalyse und Beiträge bei der Entwicklung von Katalysatoren für die Olefinmetathese. Seine Arbeiten über die N-heterocyclischen Carben-Liganden aus dem Bereich der metallorganischen Katalyse wurden in Fachmedien veröffentlicht.